# Петљаков Пе-3
Петљаков Пе-3 (рус. Петляко́в Пе-3) је совјетски тешки ловац (висиснски ловац великог долета, ловац бомбардер, јуришник, ноћни ловац и извиђач) пројектован и коришћен у току Другог светског рата. Авион је био двомоторни, двоседи, моноплан нискокрилац потпуно металне конструкције. Авион је први пут полетео 1941. године.

## Пројектовање и развој
За време робијања В.М.Петљаков је са свијим сарадницима пројектовао висинског ловца далеког долета за пратњу тешких бомбардера. Након успешног тестирања прототипа овог ловца, која су почела 22. децембра 1939. године,  уследио је налог да се од њега направи обрушавајући бомбардер. Пројектовање и отпочињање серијске производње бомбардера одложило је на неко време рад на висинском ловцу који је имао радни наслов ВИ-100. Када су се стекли услови за наставак радова на пројекту ловца, пошло се од императива да се он максимално унифицира са обрушавајућим бомбардером Пе-2, који се умеђувремену већ сериски производио. Тако је настао авион Пе-3 који је први пут полетео 7. августа 1941. С обзиром да је рат већ почео (22.07.1941.) на основу захтева војске и ваздухопловства авион је прилагођаван захтевима који су долазили директно са фронта, тако да је авион врло брзо постао вишенаменски.

## Технички опис
Пе-3 је нискокрилни двомоторни авион потпуно металне конструкције. Технички опис је направљен на основу извора
Труп авиона је конструисан као центроплан (труп, средишни део крила, мотори и стајни трап представљају једну конструктивну целину), округлог је попречног пресека, монокок изведбе направљене од алуминијумске легуре како носећа конструкција тако и облога. Резервоари за гориво су се налазили у трупу авиона (простор за бомбе), у централном делу крила и у гондолама мотора.
Најчешће коришћен мотор код авиона Пе-3 је био водом хлађен линијски 12-то цилиндрични мотор V распореда цилиндара Климов М-105 ПФ снаге 890 kW (1.210KS) са центрифугалним компресором. Сваки мотор је био снабдевен трокраком металном елисом променљивог корака. Хладњаци за воду се налазе у крилима авиона а за уље у гондолама испод мотора. У току производње овог авиона уграђивани су различити мотори од линијских до радијалних ваздухом хлађени.
Крила су облика једнакокраког трапеза са заобљеним крајевима. Такође су металне конструкције од алуминијумских легура и облога од алуминијумског лима заковане закивцима. Закрилци су елиминисани као непотребни а крилца, елереони су исте конструкције као и крила.
Овај авион је тип моноплана, са дуплим вертикалним стабилизаторима и кормилима правца. Хоризонтални стабиолизатори имају позитиван диедар, нагнути су према хоризонталној равни, што повећава стабилност авиона у лету. Вертикални и хоризонтални стабилизатори су конзолни, имају металну конструкцију са облогом од алуминијумског лима. Кормила правца такође имају металне оквире обложене ал-лимом. Кормило дубине има заварене оквире од челичних цеви и лимену облогу.
Стајни трап је био увлачећи, предњи точкови су били опремљени хидрауличним кочницама и ниско притисним гумама. Точкови су се у току лета увлачили уназад у гондоле испод мотора помоћу хидрауличног уређаја. У ногама стајног трапа су се налазили уљни амортизери. Испод репа се налазио клавирски гумени увлачећи точак.

## Наоружање
Стрељачко наоружање се састојало напред од једног или два топа ШВАК калибра 20 mm и два митраљеза БК калибра 2 х 12,7 mm, и одбрамбени назад: један митраљез БТ калибра 1 х 12,7 mm и један митраљез ШКАС калибра 1 х 7,62 mm. Бомбардерско наоружање: авион је могао да носи бомбе укупне тежине 700 kg (2x250 kg; + 2x100kg). Ракетно наоружанје укључивало је шест лансера за пројектиле ПЦ-132 (по три испод сваке крилне конзоле).
| Наоружање авиона: Петљаков Пе-3 |                                        |
| Ватрено (стрељачко) наоружање   |                                        |
| Топ                             |                                        |
| Број и ознака топа              | 1 или 2 ШВАК                           |
| Број граната                    | 250                                    |
| Калибар                         | 20                                     |
| Митраљез                        |                                        |
| Број и ознака митраљеза         | 2БК x 12,7 и 1БТ х 12,7 и 1ШКАС х 7,62 |
| Број метака                     | 2x150 и 1х150 и 1х750                  |
| Калибар                         | 3 х 12,7 и 1 х 7,62                    |
| Бомбардерско наоружање (бомбе)  |                                        |
| Класичне авио бомбе             | 2 x 250 + 2 x 100                      |
| Укупна маса                     | 700                                    |
| Број тачака за подвешавање      | 4                                      |
| Ракетно наоружање (ракете)      |                                        |
| Број и ознака ракета            | ПЦ-132 или ПЦ-82                       |
| Број подвешаних ракета          | 6 или 8                                |

## Верзије
- ВИ-100 - висински ловац прототип, први пут полетео 22. децембра 1939, на опитовању је показао следеће карактеристике: долет од 1400 km, брзину од 535 km/h и плафон од 12.000 m, касније трансформисан у обрушавајући бомбардер Пе-2, .
- Пе-3  – за разлику од Пе-2: уклоњени су закрилци кочница, наоружање се састојало од два топа 20 mm ШВАК, два митраљеза 12,7 mm, два митраљеза 7,62 mm у носу и једног митраљеза калибра 12,7 mm у леђној куполи[4].
- Пе-3бис  - ноћни ловац (око 300 изграђених) наоружан једним топом 20 mm ШВАК, једним митраљезом 12,7 mm и три митраљеза 7,62 mm у носу; у каснијим моделима наоружање се састојало од два топа 20  ШВАК, три митраљеза 12,7 mm и два митраљеза 7,62 mm; одељак за три бомбе тежине 100 kg и подкрилне лансирне шине за осам пројектила РС-82 (четири за напред и четири за лансирање уназад)[5].
- Пе-3М -  је ловац са два седишта из 1943. године са моторима ВК-105ПФ и наоружањем који се састоји од два топа 20  ШВАК, три митраљеза 12,7 mm и бомби до 700 kg.
- Пе-3Р  - ловачка или извиђачка верзија са камерама.

## Оперативно коришћење
Иако замишљен као дневни висински ловац далеког долета намењен за пратњу стратешких бомбардера Петљаков  Пе-3  је врло брзо постао вишенаменски авион који се примељивао као: ноћни ловац, ловац пресретач, ловац бомбардер, ловац извиђач и на крају као обични извиђач.
Првобитно је Пе-3 коришћен за дневне копнене мисије током битке за Москву, али се показало да је то "скупо" због великих губитака пошто је летелица била неоклопна. Оклоп и додатни топови су накнадно уграђени на постојећи авион како би био ефикаснији, али евакуација једине фабрике која је производила Пе-3 (из Москве у Казањ) у октобру 1941. довело је до прекида производње и ограничења  броја расположивих авиона тако да су многе јединице совјетског ваздухопловства које су летеле Пе-3 преоружане на друге авионе.
Након првог ноћног бомбардовања Москве током операције Барбароса, совјети су схватили да им је потребан ефикасан ноћни ловац. Због краткоће времена Петљаков Пе-2 је изабран за модификацију као најпогоднији доступан авион. Буквално за недељу дана од успешног брзог бомбардера Петљаков Пе-2 направљена је ноћна борбена верзија Пе-3 коју је Совјетски Савез користио током Другог светског рата. Његове особине и употреба пратили су упоредив пут са онима које су користили немачка Луфтвафе са Јункерс Ју 88 и Британско краљевско ваздухопловство са Де Хавилланд Москитом.   
Иако је производња овог авиона неколико пута заустављана и поново покретана, (због производње приоритетних авиона) авион Пе-3 је остао у служби све време током Другог светског рата. Већина каснијих серија је испоручивана извиђачким јединицама јер се авион показао као изванредан извиђач. Производња овог авиона је трајала од 1941 до 1944. године а укупно је произведено 360 примерака.

## Земље које су користиле авион
- Совјетски Савез
- Финска